# Proctoporus carabaya
Proctoporus carabaya — вид ящірок родини гімнофтальмових (Gymnophthalmidae). Ендемік Перу. Описаний у 2013 році.

## Поширення і екологія
Proctoporus carabaya відомі з типової місцевості, розташованої в провінції Карабая, в регіоні Куско, на висоті 3818 м над рівнем моря. Вони живуть на високогірних луках пуна і у вологих лісах Юнги.